# Eparchia di Gazireh dei Siri

Il beato Flaviano Michele Melki, ultimo vescovo dell'eparchia

L'eparchia di Gazireh dei Siri (in latino: Eparchia Jazirensis Syrorum) è una diocesi soppressa della Chiesa cattolica sira, esistita tra il 1863 e il secondo decennio del XX secolo.

## Storia
L'eparchia di Gazireh fu eretta nel 1863, ricavandone il territorio dall'arcieparchia di Mosul. Essa aveva giurisdizione sui fedeli siri della zona turca e siriana del Jazīra. Sede eparchiale era la città di Gazireh, oggi Cizre in Turchia.
La comunità di Gazireh, l'antica Beth Zabdai, ebbe vescovi giacobiti a partire dal 639. Nel 1560 il vescovo Giovanni Ibrahim Qacha si recò a Roma per professare la propria fede cattolica. Gli storici non escludono che dopo di lui altri vescovi abbiano aderito al cattolicesimo, anche se resta il 1863 come data ufficiale della nascita dell'eparchia cattolica.
Alla morte dell'eparca Matah la sede fu amministrata direttamente dal patriarca, tramite un vicario, fino alla nomina di Ahmndahño nel 1888.
Nel 1890 sono segnalati circa 500 siro-cattolici, affidati alle cure di 5 sacerdoti armeni; si contano inoltre 3 chiese e 3 stazioni missionarie.
Nel 1898 l'eparchia aveva 1 500 battezzati, con 8 preti distribuiti in 7 chiese; l'eparchia gestiva inoltre sei scuole.
Con le persecuzioni perpetrate contro i cristiani in Anatolia, molti fedeli siri fuggirono o furono uccisi. Tra questi trovò la morte per decapitazione, il 29 agosto 1915, il vescovo Flaviano Michele Melki, assieme al vescovo caldeo della stessa città, Philip Ya'qob Abraham. Per Malke è stata introdotta la causa di beatificazione nel 2010; è stato beatificato il 29 agosto 2015.
Nel 1932 fu eretto il vicariato patriarcale di Gazira superiore dei Siri, con competenza territoriale sulla Siria, oggi arcieparchia di Hassaké-Nisibi.

## Cronotassi dei vescovi
- Flaviano Pietro Matah † (11 ottobre 1863 consacrato - 1874 deceduto)
  - Sede vacante (1874-1888)
- Giacomo Matteo Ahmndahño † (10 ottobre 1888 - 1908 deceduto)
- Beato Flaviano Michele Melki † (14 settembre 1912 - 29 agosto 1915 deceduto)